# ASB Schuldnerberatungen
Die ASB Schuldnerberatungen GmbH (asb) ist ein Dachverband der anerkannten Schuldnerberatungen in Österreich. Sie ist eine GmbH mit Sitz in Linz (Oberösterreich). Im Privatkonkurs übernimmt die asb auch die Funktion des Treuhänders im Abschöpfungsverfahren.

## Angebot
Die Dachorganisation der staatlich anerkannten Schuldenberatungen koordiniert die gemeinsamen Interessen der Schuldenberatungen und fungiert als Verbindungsstelle der Schuldenberatungen zu Ministerien, Wissenschaft, Sozialeinrichtungen und Gläubigergruppen. Wesentliche Tätigkeitsbereiche liegen neben der Öffentlichkeitsarbeit und dem regelmäßigen Informationsaustausch, in der Aus- und Weiterbildung, der Optimierung inhaltlicher und organisatorischer Standards, sowie in der Forschung und Dokumentation. Im Rahmen des Schuldenregulierungsverfahrens (Privatkonkurs) übernimmt die asb die Funktion des Treuhänders im Abschöpfungsverfahren. Auf europäischer Ebene arbeitet die asb in der Vernetzung gleichartiger Einrichtungen mit.

## Organisation
Die staatlich anerkannten Schuldenberatungen in Österreich sind Mitglieder im Beirat der asb und können mit jeweils einem Stimmrecht darin vertreten sein. Derzeit gibt es in Österreich zehn staatlich anerkannte Schuldenberatungsstellen in allen Bundesländern. Beratung erfolgt aktuell in 67 Stellen österreichweit, kostenlos und vertraulich.
Die Schuldenberatungen sind zum überwiegenden Teil als privatrechtliche, gemeinnützige Vereine organisiert. Einige sind in öffentliche Einrichtungen (z. B. Magistrat) eingebunden oder als gemeinnützige Gesellschaft mit beschränkter Haftung organisiert. Sie werden zum größten Teil von öffentlicher Hand finanziert (Länder, Städte, Arbeitsmarktservice, sonstige Einrichtungen).
Das Justizministerium kann Beratungsstellen, die bestimmte Qualitätskriterien erfüllen, zu „staatlich anerkannten Schuldenberatungen“ erklären; diese Beratungsstellen können gemäß Insolvenzordnung Schuldner vor Gericht vertreten.
Die Verbandsarbeit ist gefördert aus Mitteln des Sozialministeriums sowie des Justizministeriums.

## Geschichte
Seit Ende der 1980er Jahre haben sich die Schuldenberatungen österreichweit organisiert. Die Dachorganisation asb wurde 1992 als Verein gegründet und Ende 2002 in eine GmbH umgewandelt. Sie hat gem. § 267 (1) IO ein Stellungnahmerecht vor der Entscheidung zur Bevorrechtung von Schuldenberatungen durch den Präsidenten des zuständigen Oberlandesgerichts. Seit 1995, mit dem Inkrafttreten des „Privatkonkurses“, gibt es bevorrechtete Schuldenberatungen, die auch namentlich als „Schuldnerberatung“ in der Insolvenzordnung erwähnt sind und vor Gericht vertreten dürfen.